# 산드라 륑 하우겐
산드라 륑 하우겐(Sandra Lyng Haugen, 1987년 4월 18일 ~ )은 노르웨이의 가수이다.